# Travneve, Stara Sîneava
Travneve (în ucraineană Травневе) este un sat în comuna Ivkî din raionul Stara Sîneava, regiunea Hmelnîțkîi, Ucraina.

## Demografie
Componența lingvistică a localității Travneve
     Ucraineană (99,22%)
     Alte limbi (0,78%)
Conform recensământului din 2001, majoritatea populației localității Travneve era vorbitoare de ucraineană (99,22%), existând în minoritate și vorbitori de alte limbi.